# Eugen Relgis
Eugen D. Relgis (citire inversă a numelui Eisig D. Sigler; prenumele, de asemenea, Eugenio, Eugène sau Eugene, numele de familie, de asemenea, Siegler sau Siegler Watchel; n. 22 martie 1895, Iași, România – d. 24 mai 1987, Montevideo, Departamentul Montevideo, Uruguay) a fost un scriitor român, filosof pacifist și militant anarhist, cunoscut ca un teoretician al umanitarismului. Dogma lui internaționalistă, cu ecouri distincte din iudaism și din morala evreiască, a fost stabilită mai întâi în timpul Primului Război Mondial, când Relgis a fost un obiector de conștiință. Inspirată de anarho-pacifism și de socialism, ea i-a creat lui Relgis un renume internațional și i-a adus sprijinul unor pacifiști celebri ca Romain Rolland, Stefan Zweig și Albert Einstein. Un alt aspect, mult mai controversat, al filozofiei lui Relgis a fost susținerea eugenismului, care s-a axat pe sterilizarea obligatorie a „degeneraților”. Acestă ultimă propunere a fost prezentată în mai multe eseuri și studii sociologice ale lui Relgis.
După un debut timpuriu în cadrul mișcării simboliste din România, Relgis a promovat literatura modernistă și poezia lui Tudor Arghezi, publicând mai multe articole în revistele literare și politice ale vremii. Operele sale poetice și de ficțiune oscilează între extremele expresionismului și didacticismului, oferind o reprezentare artistică activismului său, viziunii sale pacifiste sau luptei lui cu deficiența de auz. El a fost membru al mai multor cercuri moderniste, format în jurul unor reviste românești ca Sburătorul, Contimporanul sau Șantier, dar a fost apropiat, de asemenea, al mai influentei reviste literare Viața Românească. Opțiunile sale politice și literare l-au transformat pe Relgis într-un inamic atât al fascismului, cât și al comunismului: persecutat în timpul celui de-al Doilea Război Mondial, el s-au refugiat în cele din urmă în Uruguay. Din 1947 până în momentul morții sale, Relgis a devenit respectat în cercurile culturale din America de Sud ca un comentator anarhist și susținător de soluții pentru pacea mondială, precum și ca promotor al culturii latino-americane.

## Biografie

### Primii ani și debutul literar
Scriitorul cunoscut ulterior sub numele de Eugen Relgis era originar din regiunea Moldova și aparținea comunității evreiești locale. Tatăl său, David Sigler, era un practicant al iudaismului, și era descendent al unor tăbăcari stabiliți în județul Neamț. Eisig a avut două surori, Adelina Derevici și Eugenia Soru, care au urmat ambele o carieră în domeniul biochimiei. Născut în orașul Iași sau în Piatra Neamț, Eisig a fost educat la Piatra Neamț, unde a devenit prieten cu familia scriitorului și liderului sionist A. L. Zissu. Relgis l-a întâlnit probabil pentru prima dată în cercul lui Zissu pe mentorul său, scriitorul modernist român Tudor Arghezi; la vremea respectivă, Arghezi era căsătorit cu Constanța Zissu, mama fiului său, fotograful Eli Lotar. Tânărul scriitor a remarcat mai târziu că el și Zissu au fost emoționați de peisajul sălbatic al masivului Ceahlău și de atmosfera de shtetl din Piatra Neamț. În altul din textele sale, Relgis și-a amintit că a fost influențat în copilărie de lecturi selective din textele savantului evreu român Moses Schwarzfeld și din revista sa, Anuarul pentru Israeliți (el a spus că, în anii următori, a adunat întreaga colecție Anuarul).
Urmând primii pași în viața literară, Eisig Sigler a adoptat un pseudonim format printr-un joc de cuvinte care se bucura de o popularitate printre scriitorii evrei (vezi cazul lui Paul Celan, născut Ancel). El a fost de la început un promotor al literaturii moderniste și simboliste, o cauză în care a amestecat perspectiva sa de stânga și apelurile la emanciparea evreiască. Într-un studiu publicat în anul 2007, istoricul literar Paul Cernat a sugerat că Relgis, la fel ca și intelectualul evreu și colegul umanitarist Isac Ludo, a avut un rol „deloc neglijabil” în răspândirea timpurie a modernismului românesc. Contribuția principală a lui Relgis în anii 1910 a fost redactarea tribunei simboliste Fronda, editând primele ei trei numere la Iași în perioada aprilie - iunie 1912.
La fel ca și revista Absolutio a lui Ludo (care a fost tipărită doi ani mai târziu), Fronda a reprezentat ramura radicală a mișcării simboliste românești din Iași, spre deosebire atât de revista tradiționalistă Viața Românească, cât și de revista simbolistă mai convențională Versuri și Proză. Membrii colegiului ei de redacție, din care făcea parte Relgis, publicau anonim, dar numele lor erau cunoscute de alte periodice ale vremi și de cercetătorii literari de mai târziu. Potrivit lui Cernat, Relgis a fost „cel mai semnificativ frondist”, secondat de două viitoare personalități ale jurnalismului evreiesc românesc: Albert Schreiber și Carol Steinberg. La fel ca Ludo și poetul Benjamin Fundoianu, grupul Fronda i-a reprezentat pe acei entuziaști evrei români din Iași care au urmat școala simbolist-modernistă a lui Arghezi și care au promovat poezia lui Arghezi în nordul României: autorii publicați în Fronda au început să aprecieze Viața Românească atunci când acea revistă a început să găzduiască poeziile lui Arghezi.
Au apărut doar trei numere ale revistei Fronda, după care Relgis a început să colaboreze ocazional la publicații mai răspândite, printre care Rampa (fondată de Arghezi și de agitatorul socialist N. D. Cocea) și Vieața Nouă (condusă de criticul simbolist Ovid Densusianu). În 1913 el și-a adunat eseurile vag filosofice sau „fanteziile” în volumul Triumful neființei. A publicat primele sale două cărți de poezii în timpul Primului Război Mondial, dar înainte de sfârșitul perioadei de neutralitate a României. Primul volum era o colecție de sonete intitulată Sonetele nebuniei, tipărită la Iași în 1914; al doilea a fost publicat în capitala București sub titlul Nebunia. Unele dintre aceste poezii au fost ilustrate cu desene realizate chiar de Relgis.

### De laUmanitatealaMântuirea
După o pregătire sumară în domeniul arhitecturii, Relgis s-a înscris la Universitatea din București, unde a urmat cursuri în filosofie. În această perioadă, el a părăsit România plecând într-o excursie în Imperiul Otoman și Regatul Greciei. El și-a întrerupt studiile la scurt timp după  intrarea României în război, în cea de-a doua jumătate a anului 1916. Revenit la Iași, după ce Puterile Centrale au ocupat sudul României, el a fost recrutat în Armata Română, dar a refuzat să se prezinte afirmând că este obiector de conștiință ; arestat pentru o scurtă perioadă, el a fost în cele din urmă lăsat la vatră pe motiv că ar avea deficiențe de auz.
Reluându-și activitatea publicistică la sfârșitul războiului, Eugen Relgis a început să-și promoveze agenda umanitară și pacifică. În vara anului 1918, Relgis a devenit unul dintre colaboratorii revistei ieșene Umanitatea. Istoricul Lucian Boia, care remarcă faptul că Umanitatea a fost publicată atunci când înfrângerea temporară a României părea să anunțe reforme politice de amploare, consideră că revista reflecta în principal agenda „nebuloasă” a redactorului șef, jurnalistul basarabean Alexis Nour. În afară de Relgis și Nour, au mai publicat în Umanitatea scriitorii evrei I. Ludo și Avram Steuerman-Rodion. Revista de scurtă durată, scrie Boia, a sprijinit reforma agrară, drepturile muncitorilor și, neobișnuit în contextul „pronunțatului antisemitism românesc”, emanciparea evreilor. Pe cont propriu, Relgis a publicat o revistă cu același titlu în cursul anului 1920. Potrivit unei relatări, Umanitatea a fost închisă de cenzura militară din România, care ținea sub control publicațiile radicale. În 1921, o cronică nesemnată în revista clujeană Gândirea îl recunoștea pe Relgis drept „tânărul bun și entuziast, care nu
de mult făcea prin revista Umanitatea o propagandă pentru religia omului”.
Relgis și-a reluat activitatea literară la începutul perioadei interbelice. El a scris eseul ideologic „Literatura războiului și era nouă” (București, 1919); un alt text, „Umanitarism sau Internaționala intelectualilor”, a apărut în Viața Românească în 1922. Viața Românească a publicat, de asemenea, traducerea realizată de Relgis a articolului pacifist „The Biology of War” al medicului german Georg Friedrich Nicolai. În 1922 a apărut manifestul Principiile umanitariste al lui Relgis, care conținea propriile lui concluzii cu privire la pacea mondială, reafirmând în același timp necesitatea înființării unui forum internațional al intelectualilor pacifiști. El a avut o prefață scrisă de Nicolai.
Relgis a înființat, de asemenea, Primul Grup Umanitarist din România, precum și o bibliotecă de stânga, Biblioteca Cercului Libertatea. Implicat în astfel de activități de anarhiștii veterani Han Ryner și Panait Mușoiu, Relgis a distribuit, de asemenea, un Apel către toți intelectualii liberi și muncitorii luminați. Până în 1932, Grupul Umanitarist a înființat circa 23 de filiale regionale în România Mare. Începând din 1925, Relgis i-a reprezentat, de asemenea, pe pacifiștii români la Internaționala antirăzboinică.
Între timp, a continuat să publice sporadic poezii cum ar fi „Ascetism”, apărută în Gândirea. Anul 1923 a marcat începutul unei prietenii între Relgis și scriitorul pacifist aspirant George Mihail Zamfirescu. Relgis a prefațat cartea Flamura albă a lui Zamfirescu și a colaborat la revista lui Zamfirescu Icoane Maramureșene. Un volum de proză intitulat Peregrinări a fost tipărit de Editura Socec în același an. Relgis a publicat, de asemenea, în 1924, cele trei volume ale principalului său roman Petru Arbore (un Bildungsroman numit după principalul său protagonist). Două noi volume de eseuri au fost tipărite în anii următori: primul, publicat de editura colegului său jurnalist Barbu Brănișteanu, a fost Umanitarism și socialism (1925); al doilea, tipărit în 1926, a fost intitulat Umanitarismul biblic. Activitatea sa în presă a inclus contribuții la ziarele sioniste: a scris la Știri din Lumea Evreiască și a făcut parte pentru o scurtă perioadă din colectivul redacțional al publicației Mântuirea a lui Zissu.

### SburătorulșiUmanitarismul
De asemenea, la începutul anilor 1920, Eugen Relgis a intrat în contact cu cercul literar bucureștean Sburătorul, care sprijinea literatura modernistă și relativismul estetic. Revista eponimă a publicat mostre ale poeziei sale lirice. Prin literatura sa umanitaristă, Relgis a fost o figură unică în cadrul numeroaselor facțiuni ale cenaclului Sburătorul, așa cum a remarcat mai târziu istoricul literar Ovid Crohmălniceanu atunci când a discutat eclectismul mentorului cenaclului Sburătorul, Eugen Lovinescu. Un alt cercetător român, Henri Zalis, notează că Relgis era unul dintre numeroșii intelectuali evrei pe care Lovinescu i-a cultivat ca reacție la tradiția discriminării etno-naționaliste. Totuși, potrivit criticului Eugen Simion, Lovinescu a exagerat mult valoarea literară a lui Relgis.
Contribuția lui Relgis la literatura română a fost reluată în 1926, când a publicat Melodiile tăcerii și volumul Poezii, urmate în 1927 de Glasuri în surdină. Ultimul roman, republicat mai târziu, cu o prefață semnată de scriitorul austriac Stefan Zweig, dezvăluia propria luptă a lui Relgis cu hipoacuzia postlinguală.
În acea etapă a carierei sale, Eugen Relgis a colaborat, de asemenea, la ziarele bucureștene de stânga Adevărul și Dimineața, făcând parte dintr-o  generație nouă de autori radicali sau pacifiști promovați de ziar (alături de Zamfirescu, Ion Marin Sadoveanu și alții). Contribuțiile sale pentru ziarul Adevărul au inclus studii de sociologie medicală, cum ar fi „Înapoi, la biologie!” din septembrie 1922. Editura Adevărul a publicat în 1925 traducerea realizată de el a povestirii „Sclavii iubirii” a lui Knut Hamsun. Cam prin același timp, Biblioteca Căminul, ce edita cărți de educație populară, a publicat traducerea realizată de Relgis a cărții Așa grăit-a Zarathustra, romanul clasic al filozofului german Friedrich Nietzsche. Ea a rămas una dintre cele două versiuni în limba română ale principalelor opere ale lui Nietzsche, care au fost publicate până în anii 1970, împreună cu Antihristul tradus de George B. Rateș. Relgis a mai tradus în limba română scrieri ale lui Zweig, Émile Armand, Selma Lagerlöf, Emil Ludwig și Jakob Wassermann.
După ce a redactat gazeta cu o viață scurtă Cugetul Liber, Eugen Relgis a înființat revista politică și culturală Umanitarismul. Aici au apărut texte ale scriitorilor români Ion Barbu, Alexandru Al. Philippide și Ion Vinea. Revista a beneficiat de recenzii pozitive din partea altor personalități culturale ale vremii (Tudor Arghezi, Enric Furtună, Meyer Abraham Halevy, Perpessicius). Relgis și-a publicat scrierile într-o varietate de periodice, de la Contimporanul (portavocea modernistă a lui Vinea), la revista Adam a lui Ludo și până la revista sionistă Cuvântul Nostru și revista tradiționalistă românească Cuget Clar. Editura Umanitatea (pe care o patrona) i-a publicat în 1929 volumul Anchetă asupra internaționalei pacifiste, o carte de interviuri, bazată pe texte prezentate anterior în Umanitarismul. În același an, Relgis a susținut la cercul sionist Avodah o conferință despre oportunitățile de revenire a evreilor în Țara Israel.

### Al Doilea Război Mondial, persecuția și emigrarea
Eugen Relgis a fost încă activ pe scena literară în primii doi ani ai celui de-al Doilea Război Mondial, înainte ca România să-și formalizeze alianța militară cu Puterile Axei. Războiul ciudat l-a surprins în Franța, dar s-a întors în România la scurt timp după aceea, expunându-se persecuției realizate de mișcările fasciste românești în ascensiune. În februarie 1940, el a ținut o lectură retrospectivă, republicată de ziarul L'Indépendence Roumaine, referitoare la activitatea psihanalistului austriac Sigmund Freud. O altă carte de scrieri politice, Spiritul activ, a fost tipărită în același an.

## Contribuții literare

### Principii și stil literar
Cauza pacifismului a influențat opera literară a lui Relgis: criticul literar contemporan Pompiliu Păltănea credea că, prin contribuția sa la literatura română, Relgis a făcut parte dintr-un grup „ideologic” antirăzboinic de scriitori (alături de Felix Aderca, Ioan Alexandru Brătescu-Voinești, Barbu Lăzăreanu și alți câțiva). Potrivit lui Călinescu, idealul literar al lui Relgis a devenit „cartea vie”, transmiterea imediată și brută a experienței individuale, sub influența unor „idoli” precum Rolland, Zweig, Henri Barbusse, Heinrich Mann și Ludwig Rubiner. O influență suplimentară a fost exercitată, conform poetului-critic Boris Marian, de expresionismul european, aflat la modă la începutul carierei literare a lui Relgis.

## Lucrări
- Umanitarism și eugenism (1934-1935)
- Esseuri despre iudaism (1936)
- Eros în al treilea Reich (1946)
- Las aberraciones sexuales en la Alemania nazi (1950)
- Perspectivas culturales en Sudamérica (1958)
- Historia sexual de la Humanidad (1961)